# Sindija Bukša
Sindija Bukša (14 de diciembre de 1997) es una deportista de Letonia que compite en atletismo. Ganó una medalla de oro en el Campeonato Europeo de Atletismo Sub-23 de 2019, en la prueba de 200 m.